# Laura González Álvarez
Laura González Álvarez (Avilés, 9 de julio de 1941) es una política española militante del Partido Comunista de España y de Izquierda Unida. Fue diputada autonómica en Asturias, miembro del Consejo de Gobierno del Principado de Asturias y diputada en el Parlamento Europeo.

## Biografía
Laurita de la Paz Mercedes González Álvarez nació en Avilés el 9 de julio de 1941, actualmente residente en San Martín de Laspra, Castrillón. Su infancia y adolescencia transcurren en el barrio de San Sebastián, donde su abuela Mercedes tenía una tienda-chigre. Su familia presenció la construcción de la factoría de ESIDESA y la llegada de cientos de trabajadores inmigrantes llamados como coreanos.
Laura González estudia en el Instituto Carreño Miranda y al mismo tiempo trabaja en la tienda chigre de su familia. Al acabar los estudios comienza a trabajar en el ambulatorio de Avilés y después pasa al Hospital San Agustín, como auxiliar de enfermería. La solidaridad con una huelga de trabajadoras de la limpieza en dicho hospital es el punto de partida de su militancia en CCOO, como representante del comité de empresa.En el año 1964 se afilió al Partido Comunista de España, entonces ilegal.
En 1979 sus compañeros y compañeras de CCOO y del PCE le proponen que concurra en las primeras elecciones municipales democráticas tras la dictadura franquista, fue elegida concejal del Ayuntamiento de Avilés, cargo que renovaría en 1983 y 1987.Fue diputada por Avilés en la antigua Diputación Provincial, abolida en 1982.En 1991 abandonaría su cargo como concejala después de 12 años. 
En 1991 fue elegida diputada de la Junta General del Principado de Asturias como cabeza de lista de Izquierda Unida. Fue la primera mujer en presidir la Junta General del Principado desde 1991 hasta su dimisión en enero de 1993. 
En 1994 fue elegida diputada del Parlamento Europeo, escaño que renovó en 1999. Hasta ese año, fue vicepresidenta del Grupo Confederal de la Izquierda Unitaria Europea/Izquierda Verde Nórdica; después fue miembro titular de la Comisión de Medio Ambiente y de la Delegación para América Central y México (1999-2002). 
En 2003 fue nombrada consejera de Vivienda y Bienestar Social del gobierno del Principado de Asturias, durante el segundo mandato como presidente del socialista Vicente Álvarez Areces. En las elecciones generales de 2008, fue candidata al Congreso por Izquierda Unida en la circunscripción de Asturias, pero no resultó elegida. Abandonó la política activa y se retiró a vivir a San Martín de Laspra, Castrillón. 
En enero de 2025 González fue nombrada presidenta de honor de Izquierda Unida de Asturias.